# 菱叶凤仙花
菱叶凤仙花（学名：Impatiens rhombifolia），为凤仙花科凤仙花属下的一个植物种。一年生草本植物，高20-30厘米。产地有中国四川省等地。